# Dennis McCarthy (compozitor)
Dennis McCarthy (născut 1945) este un compozitor american, mai ales pentru programe de televiziune și filme produse în Statele Unite.  A câștigat premiile ASCAP și Emmy.
A realizat coloana sonoră și muzica pentru serialul TV Star Trek: Deep Space Nine, muzica din Star Trek: The Next Generation, Star Trek: Voyager, Star Trek: Enterprise, The Twilight Zone (seria din 1985), MacGyver, Sliders, Dawson's Creek, Birdland (1994) sau Having Our Say: The Delany Sisters' First 100 Years.
Printre filmele artistice la care a colaborat se pot enumera Night of the Demon, Off the Wall, Last Plane Out, McHale's Navy (refacerea din 1997) sau Star Trek Generations.
McCarthy, de asemenea, a produs albumul Ol' Yellow Eyes Is Back colegului său Star Trek Brent Spiner.
McCarthy a câștigat 18 premii ASCAP. El a primit, de asemenea, două premii Emmy, unul pentru tema sa din Deep Space Nine și altul pentru coloana sonoră din Star Trek: Generația următoare, în plus a mai avut nouă nominalizări la premiile Emmy pentru diferitele sale colaborări la Star Trek.

## Discografie
- Night of the Demon (1980)
- Off the Wall (1983)
- Last Plane Out (1983)
- Star Trek Generations (1994)
- The Utilizer (1996)
- McHale's Navy (1997)
- Breast Men (1997)
- Letters From a Killer (1998)
- In Your Face [aka Splat!] (2002)
- Die, Mommie, Die! (2003)
- Landers (2004)
- A Modern Twain Story: The Prince and the Pauper (2007)